# Fosfat de calci
El fosfat de calci és un compost inorgànic, una sal, constituït per cations calci(2+) {\displaystyle {\ce {Ca^2+}}} i anions fosfat {\displaystyle {\ce {PO4^3-}}} la qual fórmula química és {\displaystyle {\ce {Ca3(PO4)2}}}. S'empra com additiu alimentari amb el codi E341iii amb funcions de regulador d'acidesa i antiaglomerant.

## Propietats
El fosfat de calci es presenta en forma de pols blanca, inodora i estable a l'aire. La seva densitat és de 3,14 g/cm³, el seu punt de fusió 1670 °C i el seu índex de refracció 1,620–1,626. És pràcticament insoluble en aigua, només se'n dissolen 2,5 m en 100 g d'aigua a 20 °C. També és insoluble en etanol i àcid acètic. És soluble en dissolucions diluïdes d'àcid clorhídric i d'àcid nítric.
Cristal·litza en vàries formes. La fase {\displaystyle {\ce {\alpha - Ca3(PO4)2}}} és estable entre 1120 °C i 1470 °C. És estable en absència d'impureses, però és metaestable a temperatura ambient. Cristal·litza en el sistema monoclínic, grup espacial P21/a. La seva densitat és de 2,81 g/cm³. La fase {\displaystyle {\ce {\beta - Ca3(PO4)2}}} cristal·litza en el sistema romboèdric, grup espacial R3c.

## Estat natural

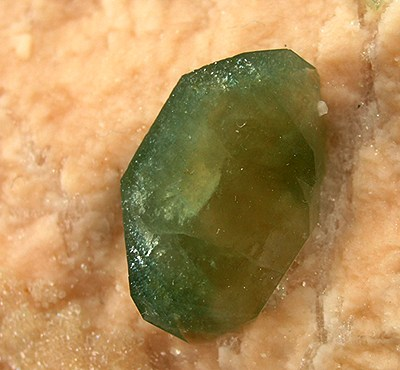
Cristall de fluorapatita

A la natura no es pot trobar fosfat de calci separat d'altres substàncies. Els minerals on se'l troba són la clorapatita {\displaystyle {\ce {Ca5(PO4)3Cl}}}, fluorapatita {\displaystyle {\ce {Ca5(PO4)3F}}} i hidroxilapatita {\displaystyle {\ce {Ca5(PO4)3OH}}}, agrupats sota en nom d'apatita.

## Obtenció
L'obtenció comercial es realitza a partir de l'apatita, mineral de fórmula {\displaystyle {\ce {Ca5(PO4)3(F,Cl,OH)}}}, que conté fosfat de calci i fluorur, clorur o hidròxid de calci. Aquest mineral es mescla amb àcid fosfòric i hidròxid de sodi. S'obté un precipitat que després es calcina i dona {\displaystyle {\ce {\beta - Ca3(PO4)2}}}.
També es pot obtenir amb la reacció del difosfat de calci {\displaystyle {\ce {C4P2O7}}} i carbonat de calci {\displaystyle {\ce {CaCO3}}} segons la reacció:
{\displaystyle {\ce {CaCO3 + Ca2P2O7 -> Ca3(PO4)2 + CO2}}}

## Aplicacions

### Indústria alimentària

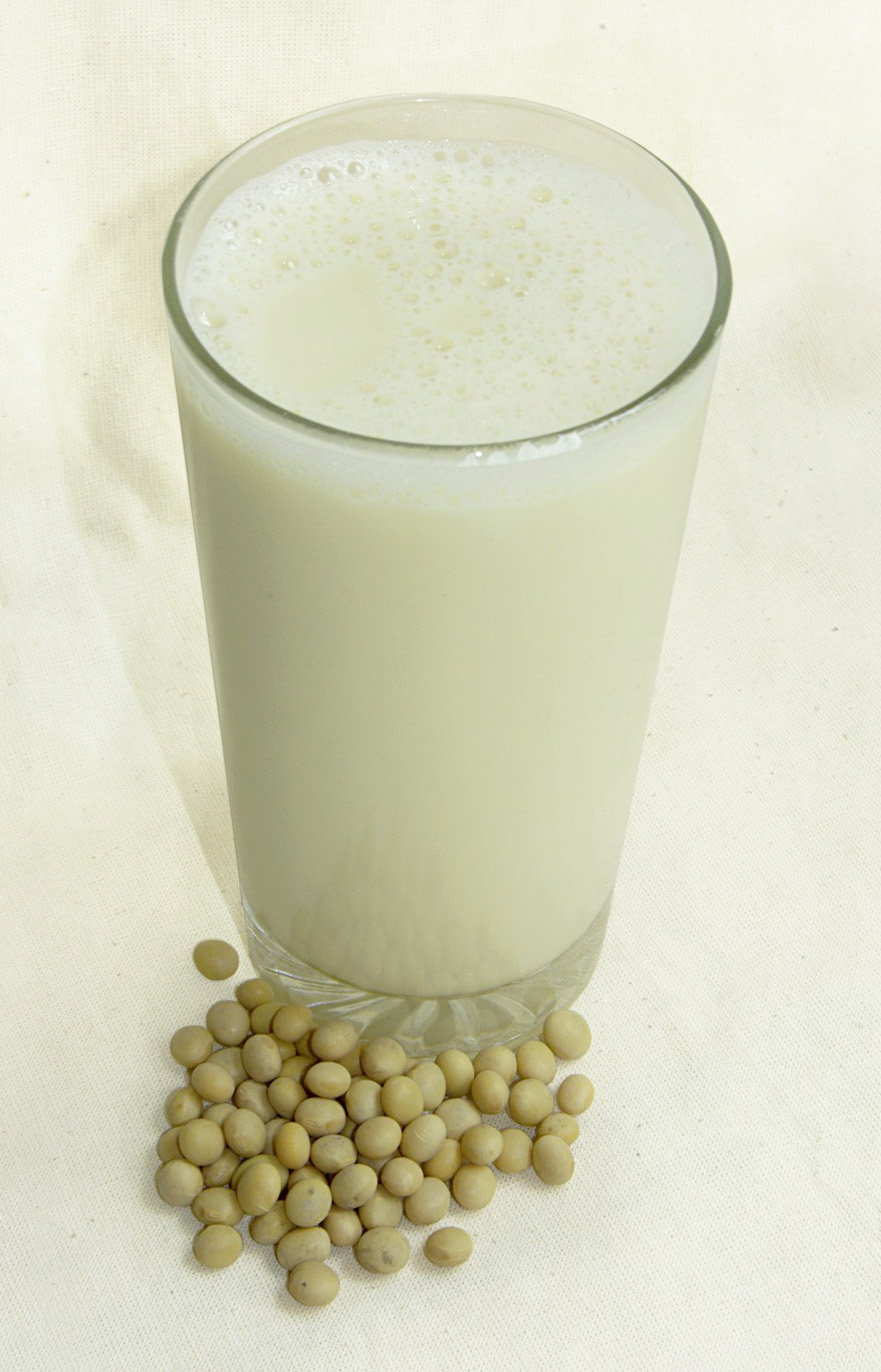
Tassó amb llet de soia i grans de soia

En la indústria alimentària s'empra el fosfat de calci com antiaglomerant i com a regulador de l'acidesa. Té el codi d'additiu alimentari E431iii. S'empra en la producció de formatges i altres indústries per regular l'acidesa. Els productes de forn solen contenir-lo ja que quan el pa es cou al forn, el fosfat de calci fa que el pa augmenti correctament. S'empra també en les begudes envasades com la llet de soia, llet d'ametla, etc. Moltes espècies contenen fosfat de calci, ja que amb ell s'eviten les aglomeracions.

### Medicina
Quan els productes farmacèutics necessiten ser dirigits directament al teixit ossi, el fosfat de calci actua com a sistema de lliurament, portant la medicació directament a l'os. S'empra també en els antiàcids, les propietats bàsiques del fosfat de calci actuen per esmorteir les dissolucions àcides de l'estómac, mentre que l'alimentació aporta calci al cos, un component important de tot sistema del cos. La pràctica mèdica comuna utilitza el fosfat de calci com a suplement o com a agent d'empelt ossi autònom.

### Altres
Els sistemes de filtració de l'aigua domèstica el fosfat de calci funciona bé per eliminar el fluor de l'aigua. Els fertilitzants sovint contenen grans quantitats d'àcid fosfòric, que normalment es deriva del fosfat de calci.